# Hypoganus
Hypoganus is een geslacht van kevers uit de familie  
kniptorren (Elateridae).
Het geslacht is voor het eerst wetenschappelijk beschreven in 1858 door Kiesenwetter.

## Soorten
Het geslacht omvat de volgende soorten:
- Hypoganus inunctus (Lacordaire, 1835)
- Hypoganus miyatakei Ôhira, 1966
- Hypoganus relictus (Van Dyke, 1932)
- Hypoganus rotundicollis (Say, 1825)
- Hypoganus stepanovi Denisova, 1948
- Hypoganus sulcicollis (Say, 1833)
- Hypoganus tibetis Cechovsky & Kuban, 1997